# 白蓋坦噶尼喀鯰
白蓋坦噶尼喀鯰，為輻鰭魚綱鯰形目塘虱魚科的其中一種，分布於非洲坦干伊喀湖流域，體長可達16.1公分，棲息在岩石底質底層水域，以昆蟲、甲殼類等為食，生活習性不明。